# قضية إليزا أرمسترونج
قضية إليزا أرمسترونج هي فضيحة كبرى حدثت في المملكة المتحدة تتعلق بطفلة بيعت من أجل الدعارة لكشف شرور الاستعباد الجنسي. ورغم أن القضية حققت هدفها المتمثل في المساعدة في إقرار تعديل القانون الجنائي لعام 1885 [الإنجليزية]، إلا أنها جلبت أيضًا عواقب غير مقصودة على وليام توماس ستيد.